# دانبوري (نيوهامشير)
دانبوري (بالإنجليزية: Danbury, New Hampshire)‏ هي بلدة أمريكية تقع في الولايات المتحدة في مقاطعة ميريماك. يقدر عدد سكانها بـ 1,164 نسمة ومساحتها 97.7 كم2 وترتفع عن سطح البحر 251 متر.